# Nati nel 1700
| Questa pagina contiene informazioni ricavate automaticamente dalle voci biografiche con l'ausilio del template Bio e di un bot. L'aggiornamento è periodico e automatico e ricostruisce completamente la pagina. Se manca una persona in questa lista, sei pregato di non aggiungerla, ma accertati piuttosto che la sua voce biografica contenga il template Bio e che i dati anagrafici siano correttamente compilati. Se il template Bio manca, inseriscilo tu stesso o, in alternativa, metti l'avviso {{tmp\|Bio}} che ne segnala la mancanza. Se i dati riportati sono sbagliati, correggi direttamente la voce biografica; le modifiche saranno visibili in questa lista entro pochi giorni. Per chiarimenti vedi il progetto biografie. La lista contiene solo le 118 persone che sono citate nell'enciclopedia e per le quali è stato implementato correttamente il template Bio. Pagina aggiornata al 7 dic 2024. |

## Gennaio(3)
- 14 gennaio - Christian Friedrich Henrici, poeta e librettista tedesco († 1764)
- 23 gennaio - Giovanni Cristiano del Palatinato-Sulzbach, duca tedesco († 1733)
- 25 gennaio - Sigismondo Betti, pittore italiano († 1778)

## Febbraio(6)
- 2 febbraio - Johann Christoph Gottsched, scrittore e critico letterario tedesco († 1766)
- 3 febbraio - Emanuele del Liechtenstein, principe († 1771)
- 7 febbraio - Philippe Buache, geografo e cartografo francese († 1773)
- 8 febbraio - Daniel Bernoulli, matematico e fisico svizzero († 1782)
- 16 febbraio - Pedro Messía de la Cerda, ufficiale spagnolo († 1783)
- 24 febbraio - Matteo Battaglia, pittore italiano († 1777)

## Marzo(9)
- 3 marzo - Charles-Joseph Natoire, pittore francese († 1777)
- 4 marzo - Luigi Augusto di Borbone-Francia, nobile spagnolo († 1755)
- 12 marzo - Filippo Acciaiuoli, cardinale italiano († 1766)
- 13 marzo - Michel Blavet, flautista e compositore francese († 1768)
- 13 marzo - Antonio Joli, pittore e scenografo italiano († 1777)
- 13 marzo - Michelangelo Martini, religioso e storico italiano († 1784)
- 22 marzo - Giuseppe Sellitto, compositore e organista italiano († 1777)
- 29 marzo - Charles Cornwallis, I conte Cornwallis, nobile e politico inglese († 1762)
- 30 marzo - Thomas Pichon, agente segreto e scrittore francese († 1781)

## Aprile(3)
- 23 aprile - Francesco Maria Accinelli, storico, geografo e presbitero italiano († 1777)
- 29 aprile - Maria Dmitrievna Cantemir, nobildonna russa († 1757)
- 30 aprile - Carlo Federico di Holstein-Gottorp, nobile († 1739)

## Maggio(8)
- 2 maggio - Carlotta di Hanau-Lichtenberg, nobile tedesca († 1726)
- 7 maggio - Gerard van Swieten, medico olandese († 1772)
- 12 maggio - Luigi Vanvitelli, architetto e pittore italiano († 1773)
- 14 maggio - Mary Delany, artista inglese († 1788)
- 19 maggio - José de Escandón, politico spagnolo († 1770)
- 22 maggio - Michel-François Dandré-Bardon, pittore e scrittore francese († 1785)
- 26 maggio - Nikolaus Ludwig von Zinzendorf, teologo tedesco († 1760)
- 31 maggio - Stephen Bayard, politico statunitense († 1757)

## Giugno(6)
- 2 giugno - Pietro Godenti, viaggiatore e insegnante italiano († 1781)
- 6 giugno - Matteo Caraman, arcivescovo cattolico e filologo dalmata († 1771)
- 10 giugno - Ewald Jürgen Georg von Kleist, scienziato tedesco († 1748)
- 16 giugno - Pietro Bracci, scultore italiano († 1773)
- 20 giugno - Pierre-Antoine Mallet, esploratore francese († 1751)
- 22 giugno - Christophe Huet, pittore e decoratore francese († 1759)

## Luglio(4)
- 11 luglio - Charles Townshend, III visconte Townshend, nobile e politico inglese († 1764)
- 15 luglio - Johann Christoph Richter, compositore e organista tedesco († 1785)
- 20 luglio - Henri Louis Duhamel du Monceau, botanico e agronomo francese († 1782)
- 29 luglio - Peter Josef von Kofler, magistrato e politico austriaco († 1764)

## Agosto(7)
- 6 agosto - Francesco Caccianiga, pittore e incisore italiano († 1781)
- 13 agosto - Heinrich von Brühl, politico tedesco († 1763)
- 16 agosto - Bonaventura Luchi, religioso e storico della filosofia italiano († 1785)
- 17 agosto - Clemente Augusto di Baviera, arcivescovo cattolico tedesco († 1761)
- 17 agosto - Antonio Marino Priuli, cardinale e vescovo cattolico italiano († 1772)
- 18 agosto - Bajirao I, generale indiano († 1740)
- 27 agosto - Carl Hårleman, architetto svedese († 1753)

## Settembre(9)
- 1º settembre - Gianfederico d'Este, nobile italiano († 1727)
- 9 settembre - Emilio Luci, politico e giurista italiano († 1766)
- 9 settembre - Anna Sofia di Schwarzburg-Rudolstadt, nobile tedesca († 1780)
- 11 settembre - James Thomson, poeta e drammaturgo scozzese († 1748)
- 20 settembre - Vittorio Federico di Anhalt-Bernburg, principe tedesco († 1765)
- 24 settembre - Gaetano Zompini, pittore e incisore italiano († 1778)
- 26 settembre - Mary Lepell, nobildonna inglese († 1768)
- 29 settembre - Carolina di Erbach-Fürstenau, sovrana tedesca († 1758)
- 30 settembre - Stanislao Konarski, pedagogo, poeta e drammaturgo polacco († 1773)

## Ottobre(9)
- 2 ottobre - Erasmus Fröhlich, storico, numismatico e gesuita austriaco († 1758)
- 2 ottobre - Nikolaj Grigor'evič Stroganov, politico russo († 1758)
- 4 ottobre - Gregorio Maria Rocco, religioso italiano († 1782)
- 4 ottobre - Anastasija Ivanovna Trubeckaja, nobildonna russa († 1755)
- 10 ottobre - Lambert-Sigisbert Adam, scultore francese († 1759)
- 13 ottobre - Antonio Fanzaresi, pittore italiano († 1772)
- 13 ottobre - Charles-François Toustain, storico, diplomatista e religioso francese († 1754)
- 20 ottobre - Carlotta Aglaia di Borbone-Orléans, nobile francese († 1761)
- 26 ottobre - Peter Jacob Horemans, pittore fiammingo († 1776)

## Novembre(4)
- 17 novembre - Federico Guglielmo di Brandeburgo-Schwedt, nobile († 1771)
- 24 novembre - Johann Bernhard Bach il Giovane, compositore tedesco († 1743)
- 28 novembre - Sofia Maddalena di Brandeburgo-Kulmbach, regina († 1770)
- 28 novembre - Nathaniel Bliss, astronomo e religioso britannico († 1764)

## Dicembre(5)
- 8 dicembre - Jeremias Friedrich Reuß, teologo tedesco († 1777)
- 13 dicembre - Giovanni Carestini, cantante italiano († 1759)
- 19 dicembre - Jean Antoine Nollet, religioso e fisico francese († 1770)
- 20 dicembre - Charles-Augustin de Ferriol d'Argental, diplomatico francese († 1788)
- 25 dicembre - Leopoldo II di Anhalt-Dessau, principe tedesco († 1751)

## Senza giorno specificato(45)
- Opoku Ware I, re († 1750)
- Sabah I bin Jaber, sovrano kuwaitiano († 1762)
- Samuele di Costantinopoli, arcivescovo ortodosso greco († 1775)
- Pierre Allais,  francese († 1782)
- Paolo Giuseppe Avogadro di Casanova, militare italiano († 1770)
- François de Baillou, ottico francese († 1774)
- Francesco Brusa, compositore e organista italiano († 1768)
- Semën Ivanovič Čeljuskin, esploratore e navigatore russo († 1764)
- François Chauvon, compositore francese († 1740)
- Ferdinand-Joseph Derons, pittore e disegnatore belga († 1762)
- Antonio Duni, compositore italiano († 1766)
- Elia XII, vescovo cristiano orientale siro († 1778)
- Filippo Alfonso Gonzaga, nobile italiano († 1728)
- Francesco Gramignani Arezzi, pittore italiano
- Claude-Jacques Herbert, economista francese († 1758)
- Giuseppe Imer, attore teatrale italiano († 1758)
- Charles Jennens, letterato, mecenate e musicologo inglese († 1773)
- Joannicus III di Costantinopoli, arcivescovo ortodosso greco († 1793)
- Charles François Lacroix, pittore francese
- Chariton Prokof'evič Laptev, esploratore russo († 1763)
- Pëtr Lasinius, esploratore svedese († 1735)
- Bernardo de Legarda, scultore ecuadoriano († 1773)
- Giovanni Manzolini, pittore, scultore e anatomista italiano († 1755)
- Pietro Martorana, pittore italiano († 1759)
- Ivan Fëdorovič Mičurin, architetto russo († 1763)
- George Munro, militare britannico († 1757)
- Guto Nyth Brân, mezzofondista britannico († 1737)
- André Joseph Panckoucke, scrittore e editore francese († 1753)
- Krzysztof Perwanger, scultore polacco († 1785)
- Felice Polanzani, incisore italiano († 1783)
- Giovanni Tommaso Prunotto, architetto italiano († 1771)
- Bartolomeo Rastrelli, architetto italiano († 1771)
- Ahmed Resmî Efendi, politico, diplomatico e scrittore ottomano († 1783)
- Costantino Roberto, violinista e compositore italiano († 1773)
- Wacław Hieronim Sierakowski, arcivescovo cattolico polacco († 1780)
- Gennaro Sisti, abate e ebraista italiano († 1782)
- James Stopford, I conte di Courtown, politico irlandese († 1770)
- Alessandro Toeschi, violinista italiano († 1758)
- Federico Valignani, letterato italiano († 1754)
- Abraham Vandenhoeck, tipografo e editore olandese († 1750)
- Marcello Venuti, storico e archeologo italiano († 1755)
- Yoshimura Shūzan, pittore e scultore giapponese († 1776)
- Giovanni Zanardi, pittore italiano († 1769)
- Anne-Charlotte d'Aiguillon, scrittrice francese († 1772)
- Jean-Pierre Le Camus, compositore e musicista svizzero († 1768)